# Agent 327
Agent 327 ist eine Comicserie des niederländischen Zeichners Martin Lodewijk, in Deutschland erschienen im Ehapa-Verlag, 2002–2003 bei Carlsen Comics und aktuell unter dem Toonfish-Imprint des Splitter-Verlags. Die Hauptstoßrichtung der Serie ist eine Persiflage von James Bond.
Die Serie spielte zunächst innerhalb der aktuellen Gegenwart des Kalten Krieges und der damit verbundenen gesellschaftlichen Umgebung. Dies änderte sich während der langen Pause zwischen 1983 und 2000. Um 1989 wurde der niederländische Geheimdienst aufgrund des Mauerfalls und des damit verbundenen Endes des Ost-West-Konflikts aufgelöst, doch im Jahr 2000 wurde Nummer 1 aus einer Mülltonne geborgen, Agent 327 von seinem Job als Chauffeur erlöst und der Geheimdienst mit dem Band „Die vergessene Bombe“ wieder aktiv.

## Figuren
Bei den Figuren der Serie tritt ab und zu das Phänomen auf, dass die Ehapa- und die Splitter-Übersetzung unterschiedliche Namen für einige Charaktere benutzen. Dies ist dann in der jeweiligen Überschrift vermerkt.
Agent 327, Otto Otto Eisenbrot (org. Hendrik IJzerbroot)

Die Hauptfigur der Serie ist der Star des niederländischen Geheimdienstes, Otto Otto (O.O.) Eisenbrot (nl. Hendrik IJzerbroot), Agent 327. Eisenbrot ist zweifellos ein sehr kompetenter Agent, wenn ihm nicht seine eigene Ungeschicklichkeit regelmäßig Schwierigkeiten bereiten würde. 327 trägt immer einen grauen Anzug und bevorzugt einen Revolver als Dienstwaffe.

Die Figur entstand, als Martin Lodewijk die Anfrage bekam, die Figur des James Bond zu parodieren. Am Anfang wurde Eisenbrot noch als stämmiger Agent dargestellt, bevor er langsam seine vertraute Gestalt annahm. Lodewijk spricht den Namen als „Agent Drei-Siebenundzwanzig“ aus.

### Verbündete
Chef (Splitter) / Nummer 1 (Ehapa) (org. Chef)

Er ist der stets verzweifelte Chef (er ist geheimer als alle anderen), welcher die Leitung des Geheimdienstes nach seiner Zeit als Leiter einer Widerstandsgruppe im Zweiten Weltkrieg übernahm. Der Chef verzweifelt des Öfteren an der Unfähigkeit seiner Untergebenen – besonders an Eisenbrots Eskapaden. Er deckelt das Budget streng, gönnt sich selber allerdings ein Gehalt jenseits von gut und böse.
Erster Auftritt in „Geheimakte: A“ (Im Band „Die ersten Ermittlungen“)
Bertram (org. Barend)

Als Agent-Azubi Nr. 654 ist Bertram noch in der Ausbildung. Sein auffälligstes Merkmal sind dabei seine langen Haare, die sein Gesicht bis auf seine Nase völlig verdecken. Trotz seines Status ganz unten in der Hierarchie erweist er sich stets als gute Unterstützung für Eisenbrot.
Erster Auftritt in „Geheimakte: L“ (Im Band „Die ersten Ermittlungen“)
Fräulein Betsy (org. Juffrouw Betsy)

Sie ist die Chefsekretärin im Geheimdienst und der direkte Draht zwischen Nummer 1 und seinen Angestellten. Neben ihrer positiven Grundeinstellung ist sie auch für ihren sarkastischen Humor und ihre entspannten Moralvorstellungen bekannt.
Erster Auftritt in „Geheimakte: A“ (Im Band „Die ersten Ermittlungen“)
William (org. Willemse)

Ein pensionierter Seemann und der Hausmeister der Geheimdienst-Zentrale. Neben den üblichen Tätigkeiten eines Hausmeisters ist er auch dafür zuständig, den verkleideten Eisenbrot hineinzulassen, nachdem das geheime Kennwort ausgetauscht wurde.
Erster Auftritt in „Geheimakte: A“ (Im Band „Die ersten Ermittlungen“)
Karl Sorglos (org. Carl Sorge)

Als Agent 525 ist Sorglos einer von Eisenbrots engsten Kollegen und ist neben seinem technischen Einfallsreichtum vor allem für seine unglaublich ausufernden Frauengeschichten bekannt, für welche er einen extra Terminkalender benötigt.
Erster Auftritt in „Der Fall Löwengrube“.
Olga Lawina (org. genauso)

Olga Lawina (der Name diese Figur ist eine Parodie auf die niederländische Jodlerin Olga Lowina) ist anfangs eine Agentin des Schweizer Geheimdienstes und arbeitet später auf eigene Rechnung. Sie wird schließlich zur Co-Protagonistin, welche sich trotz manchmal gespaltener Loyalitäten am Ende immer auf die Seite von Eisenbrot stellt.
Erster Auftritt in „Aktion Sonntagskind“.

### Gegner
Boris Kloris (org. genauso)

Eisenbrots Erzfeind – ein Ganove und Spion, dessen kahler Kopf völlig ausgeblichen ist. Egal ob Waffenschmuggel, Spionage, Kunstdiebstahl oder Auftragsmord, Boris Kloris hat ein vielseitiges Betätigungsfeld. Sein schierer Hass auf Eisenbrot, welchen er über die Zeit angesammelt hat, wird nur mühsam von seiner Professionalität in Zaum gehalten.
Erster Auftritt in „Geheimakte: B“ (Im Band „Die ersten Ermittlungen“).
Wu Manchu (org. genauso)

Verwandt mit Fu Manchu, will sie genau wie er große Macht gewinnen. Dafür sind ihr dann auch alle Mittel recht, und sie geht weiter, als es die meisten anderen Feinde von Eisenbrot tun würden. Die Figur tauchte ursprünglich zuerst in der Serie „Johnny Goodbye“ auf, ebenfalls von Lodewijk getextet (gezeichnet von Dino Attanasio).
Erster Auftritt in „Die Geißel von Rotterdam“.
Dr. Maybe (org. genauso)

Ein weiterer Dauerfeind von Eisenbrot und Bruder von Dr. Yes und Dr. No. Dr. Maybe (eine komplette Parodie auf Dr. No) nutzt seine enormen Ressourcen und technischen Vorsprung, um seiner Organisation mehr Macht zu verschaffen. Anders als andere Feinde will er Eisenbrot jedoch nicht unbedingt töten, sondern für seine Zwecke einspannen. Dabei hilft ihm sein treuer Kammerdiener und Handlanger Fi-Doh.
Erster Auftritt in „Geheimakte: I“ (Im Band „Die ersten Ermittlungen“).
Dr. „Papi Doc“ Devilier (Splitter) / Dr. Papa (Ehapa) (org. Dr. Papa Duivalier)

Er ist der Diktator des Karibikstaates Kwaiti (eine Parodie auf den realen Diktator Jean-Claude Duvalier) mit seiner Terrortruppe Dumdum Macoute. Eisenbrot zieht sich durch das Abfangen einer für ihn bestimmten Waffenlieferung den Zorn des Diktators zu. Später aus dem Amt geputscht, sinnt er auf Rache.
Erster Auftritt in „Geheimakte Haubentaucher“ (Im Band „Operation Hexenring“).
Paul Pinke (Splitter) / Kornelius Kosten (Ehapa) (org. Paul Poendrop)

Ein stinkreicher Unternehmer, dessen Reichtum ihn überzeugt hat, dass die Gesetze nicht für ihn gelten. Zunächst ist ihm Eisenbrot gleichgültig, doch mehrere durch diesen verursachte Niederlagen sorgen dafür, dass er frustriert seine Wut auf Eisenbrot richtet.
Erster Auftritt in „Spezialauftrag Nachtwache“.
Oberst Bauer (Splitter) / Oberst Kettenmolch (Ehapa) (org. Kolonel Bauer)

Ein ehemaliger Offizier des Dritten Reiches, welcher nach dem Krieg lange in sowjetischer Gefangenschaft ist. Er kennt viele Geheimnisse aus Kriegstagen, welche ihn in Konflikt mit Eisenbrot bringen, als er diese bergen will. Spielt oft jemanden, der aus der Zeit gefallen ist, damit er unterschätzt wird.
Erster Auftritt in „Der Fall Löwengrube“.

## Running Gags
Die Serie besitzt viele Running Gags, welche immer wieder auftauchen. Einige sind unten aufgeführt.
Eisenbrots Verkleidungen

Eisenbrot muss grundsätzlich in Verkleidung zur Arbeit kommen, auch wenn die Verkleidung auffälliger ist, als wenn er einfach normal vorgefahren wäre. Entweder ist die Verkleidung für Eisenbrot unangenehm – etwa als Eisenbrot eine Burka tragen muss –, oder es geht etwas unerwartet schief – etwa als Eisenbrot, verkleidet als Polizist in voller Kampfmontur, in eine Demonstration gerät. Eisenbrot beschwert sich dann immer, was man als Geheimagent heutzutage alles tun müsse, um unerkannt zur Arbeit zu kommen.
Geheimausrüstung

Die Geheimausrüstung des niederländischen Geheimdienstes krankt grundsätzlich an dem von Nummer 1 gedeckelten Budget und versagt zu Eisenbrots Missfallen meistens im ungünstigsten Moment den Dienst. Auch wird zwar voll funktionsfähige Ausrüstung entwickelt, die aber aus anderen Gründen ungeeignet ist – wie etwa das Geheimgebiss, für das man sich aber erst einmal alle natürlichen Zähne entfernen lassen muss.
Die Niederländischen Staatsgeheimnisse

Die Niederländischen Staatsgeheimnisse sind erstaunlich begehrt. Nummer 1 ist daher daran gelegen, einen sicheren Aufbewahrungsort für die Niederländischen Staatsgeheimnisse zu finden. Allerdings endet jeder Versuch, diese von einem einfachen Aktenschrank zu einem vermeintlich besseren Ort zu transferieren, grundsätzlich in einer kleinen Katastrophe.
Victor Baarn

Die Person des Victor Baarn ist ein ständiges Mysterium und seine wahre Identität ein streng gehütetes Geheimnis (eine offenkundige Anspielung auf Prinz Bernhard, Gemahl der niederländischen Königin Juliana), welches in den Niederländischen Staatsgeheimnissen auftaucht. Selbst als Baarn als Mitglied von Wu Manchus Kult auffliegt, kann ihm das politisch nicht schaden.
Das Lied „Denk immer an deine Mutter mit Liebe“

Dieses fiktive Lied (original „Denk toch altijd met liefd' aan je moeder“) von Gerda und Herman Timmerhout – eine Parodie auf das in den 1960er-Jahren in den Niederlanden populäre Gesangsduo Gert und Hermien Timmerman – wird als Gipfel der Geschmacklosigkeit wahrgenommen, taucht aber sehr oft und bei den verschiedensten Gelegenheiten auf. Viele Charaktere packt das blanke Entsetzen oder blinde Wut, wenn sie mit dem Lied beschallt werden, welches von ihnen als unmenschliche Folter aufgefasst wird.

## Veröffentlichung
In den Niederlanden wird die Serie seit 1966 veröffentlicht, auch wenn es eine lange Pause zwischen 1983 und 2001 gab. Derzeit liegen dort 20 Alben vor und zwei Alben mit Hommagen. Des Weiteren gibt es noch das „Dossier Minimum Bug“ (1999), ein kleinformatiges 16-seitiges Heft, dem eine Lupe beilag. Dieses Heft schaffte es im Jahr 2000 ins Guinness-Buch der Rekorde, gehört allerdings nicht in die offizielle Comicserie.
Die Nummerierung der Bände wurde Im Jahr 2001 geändert. Die bis dahin im Oberon-Verlag erschienenen Bände waren nicht chronologisch geordnet. Die neue Reihenfolge hält sich – mit Ausnahme einer Geschichte in einem Sammelband – an die korrekte Chronologie, in der die Geschichten entstanden sind.

### Deutschland
Der Ehapa-Verlag veröffentlichte von 1983 bis 1987 insgesamt 9 Bände, wobei das 9. Album diese Nummer nicht trägt, sondern als Band 3 der Ehapa-Reihe Lila Gorilla Comics erschien. Dieser Band enthält unter anderem eine Parodie auf Theo gegen den Rest der Welt. Die Reihenfolge orientierte sich dabei an der damaligen Reihung in den Niederlanden und ist damit nicht chronologisch aufgebaut. Die Kurzgeschichten wurden ausgelassen und, da aus den Niederlanden kein neues Material mehr kam, die Serie schließlich eingestellt.
In den Jahren 2002/03 veröffentlichte Carlsen drei weitere Alben, dann wurde die Serie abermals eingestellt, obwohl noch weiteres Material vorhanden war. Danach passierte für längere Zeit nichts mehr.
Schließlich nahm sich der Splitter-Verlag der Serie an. Von 2016 bis 2025 erschienen dort unter dem Label Toonfish sämtliche 20 Alben. Außerdem wurde die Nummerierung dahingehend geändert, dass sie nunmehr der chronologischen Reihung aus den Niederlanden entspricht.

### Alben
In der Übersicht der Alben gilt die Reihenfolge der Originalveröffentlichung der Geschichten. Die Reihenfolge der Alben in den Niederlanden war ursprünglich eine andere, bis sie auf die unten stehende, chronologisch korrekte Reihenfolge umgestellt wurde. Diese Reihenfolge wurde auch von Splitter-Verlag übernommen und die Lücken werden nach und nach gefüllt.
| Band | Niederländischer Titel                    | Jahr | Deutscher Titel                 | Jahr | Besonderheiten und Anmerkungen |
| ---- | ----------------------------------------- | ---- | ------------------------------- | ---- | --- |
| 1    | Dossier Dozijn min Een                    | 1980 | Die ersten Ermittlungen         | 2018 | Der Band enthält elf Kurzgeschichten aus der Frühzeit der Serie. Dies sind die Geheimakten A, B, C, D, E, F, G, H, I, J, und L, welche 1966–1967 erschienen sind. |
| 2    | Dossier Dozijn min Twee                   | 1981 | Ein Ball für Zwei!              | 2018 | Enthält zehn Kurzgeschichten aus der Frühzeit der Serie. Dies sind die Geheimakten K-1, K-2, M, N, O, P, Q, R, S und T, welche 1967–1972 erschienen sind. Der deutsche Titel des Albums ist eine Parodie auf die Serie Ein Fall für Zwei. |
| 3    | Dossier Stemkwadrater                     | 1970 | Operation Stimmbruch            | 2019 | Erste Geschichte in voller Albumslänge und explizite Parodie auf die Filme Dr.No und Man lebt nur zweimal. Der mitspielende Weltumsegler Pieter Vandewrack ist eine Karikatur des britischen Weltumseglers Francis Chichester. Erschien ursprünglich als „Geheimakte: Stimmbruch“ (Ehapa Bd. 4, 1984)                                                                                         |
| 4    | Dossier Leeuwenkuil                       | 1973 | Der Fall Löwengrube             | 2020 | Dieser Band ist eine grundlegende Parodie auf alle Agentenfilme im Kalten Krieg und die damit verbundenen Handlungselemente, wie z. B. der Flucht aus dem geteilten Berlin. In der Ehapa-Version wurde ein Hakenkreuz bei einem Rückblick zensiert. Erschien ursprünglich als "Geheimakte: Kettenmolch"(Ehapa Bd. 5, 1984)                                                                    |
| 5    | Dossier Heksenkring & Dossier Onderwater  | 1977 | Operation Hexenring             | 2021 | Der Band enthält auch die Geschichte Geheimakte Haubentaucher. Dass die Carlos Portero der gleiche Flugzeugträger ist, der in Operation Stimmbruch am Ende abgesoffen ist, ist in der Ehapa-Übersetzung nicht ersichtlich, da er in dem vorherigen Band „First Strike“ genannt wurde. Erschien ursprünglich als „Geheimakte: Hexenring“ (Ehapa Bd. 1, 1983)                                   |
| 6    | Dossier Zondagskind                       | 1978 | Aktion Sonntagskind             | 2021 | Bösewicht Dr. „Papi Doc“ Devilier ist eine Karikatur von Jean-Claude Duvalier, dem damaligen Diktator von Haiti. Der Band parodiert stark Elemente aus den Filmen Feuerball, Leben und sterben lassen und Der weiße Hai. Erschien ursprünglich als „Geheimakte: Sonntagskind“ (Ehapa Bd. 2, 1983)                                                                                             |
| 7    | Dossier Zevenslaper                       | 1978 | Der Fall Siebenschläfer         | 2022 | Dieser Band ist eine Persiflage auf Erich von Däniken und seine Ideen um Außerirdische in der menschlichen Frühzeit. Von Däniken selbst wird als Ulrich von Döneken parodiert, welcher ständig seine Bücher („Güldene Heuwagen“, „Der Heuwagen der Götter“ und „Heuwagen voll Gold“) anpreist. Erschien ursprünglich als „Geheimakte: Siebenschläfer“ (Ehapa Bd. 3, 1984)                     |
| 8    | Dossier Nachtwacht                        | 1980 | Spezialauftrag Nachtwache       | 2022 | Als Besonderheit ist zu beachten, dass in der originalen Fassung der Geschichte (auch in der Ehapa-Fassung) die Nachtwache normal gezeichnet wurde. In allen Neuauflagen wird hingegen ein Foto des Originalgemäldes eingefügt. Mit dem Maler Jan Tromp parodiert sich Martin Lodewijk selbst. Erschien ursprünglich als „Geheimakte: Nachtwache“ (Ehapa Bd. 6, 1984)                         |
| 9    | De gesel van Rotterdam                    | 1981 | Die Geißel von Rotterdam        | 2023 | Wu Manchu erwähnt explizit Johnny Goodbye, was eine Anspielung auf die Entstehung der Figur in dieser Comicserie ist – sie migrierte erst später zu Agent 327. Allan Thompson und die Karaboudjan aus Tim und Struppi haben in dem Band einen kurzen Gastauftritt. Erschien ursprünglich als „Geheimakte: Böse Zunge – In den Klauen von Wu Manchu“ (Ehapa Bd. 7, 1985)                       |
| 10   | Drie avonturen                            | 1982 | Im Geheimdienst Ihrer Majestät  | 2023 | Enthält die Geschichten: Operation Tauschhandel (Waar twee ruilen 1972), Die Neutralbombe (Rookbom 1980) und Allein gegen den Rest der Welt (De rest van de wereld min één 1981). Letztere Geschichte ist eine Parodie auf den Film Theo gegen den Rest der Welt. Erschien ursprünglich als „Geheimakte: Schwarzes Geld“ (Ehapa – Lila Gorilla Comics 3, 1987)                                |
| 11   | De ogen van Wu Manchu & De schorsing      | 1983 | Die Augen von Wu Manchu         | 2024 | Der Band enthält auch die Geschichte Olga Lawina im Kreuzfeuer. Auf dem letzten Bild der Hauptgeschichte hat Lambik aus Suske und Wiske einen Gastauftritt, auch taucht der Kommissar aus dem Comic Nero auf. Letzter Band der ursprünglichen Serie vor der vorübergehenden Einstellung. Erschien ursprünglich als „Geheimakte: Schleifenratte – Die Augen von Wu Manchu“ (Ehapa Bd. 8, 1985) |
| 12   | De vergeten bom                           | 2001 | Die vergessene Bombe            | 2024 | Erster Band der wieder gestarteten Agent 327-Serie (sowohl in den Niederlanden wie in Deutschland). Carlsen übernimmt in Deutschland die Veröffentlichung. Der Band ist eine lose Parodie auf GoldenEye, mit Geheimdienst nach dem Kalten Krieg. Erschien ursprünglich als „Die vergessene Bombe“ (Carlsen Bd. 10, 2002)                                                                      |
| 13   | Het pad van de schildpad & De zwarte doos | 2001 | Die Spur der Schildkröte        | 2025 | Dieser Band enthält auch die Geschichte 327 Videostar. Diese wurde schon 1986 gezeichnet, aber erst 2001 veröffentlicht, und der in der Geschichte immer wieder auftauchende irre Franzose mit Sprengstoff spielt auf die Versenkung der Rainbow Warrior im Jahr 1985 an. Erschien ursprünglich als „Die Spur der Schildkröte“ (Carlsen Bd. 11, 2002)                                         |
| 14   | Cacoine en commando's                     | 2001 | Kakoin und Kommandos            | 2025 | Letzter von Carlsen veröffentlichter Band. Dieser Band persifliert sowohl alle Filme, die in einer vergessenen Welt mit Dinosauriern spielen, wie auch viele Handlungselemente und Charaktereigenschaften aus der Rambo-Filmserie. Erschien ursprünglich als „Kakoin und Kommandos“ (Carlsen Bd. 12, 2003)                                                                                    |
| 15   | De golem van Antwerpen                    | 2002 | Der Golem von Antwerpen         | 2020 | Der albumlange Gag, dass Eisenbrot in einem Gorillakostüm feststeckt, ist hochwahrscheinlich eine Anspielung auf einen längeren Gag im Film Die Glücksritter, wo ein gegnerischer Agent in ein Gorillakostüm gesperrt wird. |
| 16   | De wet van alles                          | 2002 | Das Gesetz des Universums       | 2019 | Der Siebenschläfer taucht nach 25 Jahren wieder auf. In diesem Band verwendet Lodewijk die meisten eingefügten Fotos. Die teilweise stark pixeligen Strukturen später im Band können entweder der Technik von 2002 geschuldet sein, oder sind künstlerisches Element. |
| 17   | Hotel New York                            | 2002 | Hotel New York                  | 2018 | Mit Oberst Bauer und Wu Manchu tauchen zwei Figuren wieder auf, die für Jahrzehnte nicht mehr zu sehen waren – bei Oberst Bauer 30 Jahre! Der Band persifliert den Film-Plot, dass die Nazis es doch geschafft hätten, eine Atombombe zu bauen. |
| 18   | Het oor Van Gogh                          | 2003 | Das Ohr von Van Gogh            | 2017 | Der Band enthält mehrere Anspielungen auf Tim und Struppi, so tritt Struppi als Spionagehund auf und später werden Zeichnungen von Hergé von einem Charakter als künstlerisch beeindruckend gepriesen. |
| 19   | De vlucht van vroeger                     | 2005 | Ein Brief aus der Vergangenheit | 2017 | Das Album ist ein Rückblick auf Eisenbrots ersten richtigen Agentenauftrag im zerstörten Berlin des Jahres 1948. Lodewijk benutzt hier viele Fotografien und stellt historische Orte korrekt dar, wie etwa die oberirdischen Ruinen des Führerbunkers. |
| 20   | De Daddy Vinci-Code                       | 2015 | Der Daddy Vinci Code            | 2016 | Die lange Wartezeit von 10 Jahren auf diesen Band erklärt sich darin, dass Lodewijk mehrere verschiedene Alben anfing und dann verwarf, und die Arbeiten am eigentlichen Band sich durch kreative Trockenphasen ebenfalls zogen. |

### Chronologische Komplettliste
Die folgende Liste gibt alle Abenteuer, egal ob Album oder Kurzgeschichte, in einer Komplettliste wieder. In Alben zusammengefasste Geschichten werden wieder in ihre Einzelteile zerlegt, und das Datum der Erstveröffentlichung in den Niederlanden bezieht sich auf die wirklich erste Magazinveröffentlichung (es gibt dort Differenzen). Zusätzlich wird die Anzahl der Seiten angegeben und welche Verkleidung Eisenbrot in der Geschichte nutzt.
| Originaltitel und Veröffentlichung  | Deutscher Titel und Veröffentlichung                                                                                   | Seiten | Verkleidung                  |
| ----------------------------------- | --- | ------ | ---------------------------- |
| Dossier A, 1966                     | Geheimakte A (Splitter, 2018)                                                                                          | 4      | Frau Antje                   |
| Dossier B, 1966                     | Geheimakte B (Splitter, 2018)                                                                                          | 4      | Fallschirmspringer           |
| Dossier C, 1966                     | Geheimakte C (Splitter, 2018)                                                                                          | 4      | In einem Klavier             |
| Dossier D, 1966                     | Geheimakte D (Splitter, 2018)                                                                                          | 4      | Polizist                     |
| Dossier E, 1966                     | Geheimakte E (Splitter, 2018)                                                                                          | 4      | Kanalarbeiter                |
| Dossier F, 1966                     | Geheimakte F (Splitter, 2018)                                                                                          | 4      | Nikolaus                     |
| Dossier G, 1966                     | Geheimakte G (Splitter, 2018)                                                                                          | 4      | In einem Schneeball          |
| Dossier H, 1967                     | Geheimakte H (Splitter, 2018)                                                                                          | 4      | William                      |
| Dossier I, 1967                     | Geheimakte I (Splitter, 2018)                                                                                          | 4      | In einem Betonmischer        |
| Dossier J, 1967                     | Geheimakte J (Splitter, 2018)                                                                                          | 4      | Batman                       |
| Dossier K-1, 1967                   | Geheimakte K-1 (Splitter, 2018)                                                                                        | 4      | Hund                         |
| Dossier K-2, 1967                   | Geheimakte K-2 (Splitter, 2018)                                                                                        | 4      | keine                        |
| Dossier L, 1967                     | Geheimakte L (Splitter, 2018)                                                                                          | 4      | Straßenmusikant              |
| Dossier M, 1967                     | Geheimakte M (Splitter, 2018)                                                                                          | 4      | Alter Hippie                 |
| Dossier N, 1967                     | Geheimakte N (Splitter, 2018)                                                                                          | 4      | Betrunkener                  |
| Dossier Stemkwadrater, 1968         | Geheimakte: Stimmbruch (Ehapa, 1984) Operation Stimmbruch (Splitter, 2019)                                             | 44     | Teppichverkäufer (im Urlaub) |
| Dossier O, 1968                     | Geheimakte O (Splitter, 2018)                                                                                          | 4      | Wirbelwind                   |
| Dossier P, 1968                     | Geheimakte P (Splitter, 2018)                                                                                          | 4      | Menschliche Kanonenkugel     |
| Dossier Q, 1968                     | Geheimakte Q (Splitter, 2018)                                                                                          | 4      | Liliputaner                  |
| Dossier R, 1968                     | Geheimakte R (Splitter, 2018)                                                                                          | 4      | Schornsteinfeger             |
| Dossier S, 1969                     | Geheimakte S (Splitter, 2018)                                                                                          | 4      | Im Mülleimer                 |
| Dossier Leeuwenkuil, 1970           | Geheimakte: Kettenmolch (Ehapa, 1984) Der Fall Löwengrube (Splitter, 2020)                                             | 44     | Versteckt im Auto            |
| Dossier T, 1972                     | Geheimakte T (Splitter, 2018)                                                                                          | 4      | Im Kinderwagen               |
| Waar twee ruilen, 1972              | Wenn zwei tauschen freut sich der Dritte (Ehapa – Lila Gorilla Comics 3, 1987) Operation Tauschhandel (Splitter, 2023) | 15     | Hells Angel                  |
| Dossier Heksenkring, 1975           | Geheimakte: Hexenring (Ehapa, 1983) Operation Hexenring (Splitter, 2021)                                               | 22     | keine                        |
| Dossier Onderwater, 1976            | Geheimakte: Unter Wasser (Ehapa, 1983) Geheimakte Haubentaucher (Splitter, 2021)                                       | 22     | keine                        |
| Dossier Zondagskind, 1977           | Geheimakte: Sonntagskind (Ehapa, 1983) Aktion Sonntagskind (Splitter, 2021)                                            | 44     | keine                        |
| Dossier Zevenslaper, 1978           | Geheimakte: Siebenschläfer (Ehapa, 1984) Der Fall Siebenschläfer (Splitter, 2022)                                      | 46     | keine                        |
| Dossier Nachtwacht, 1979            | Geheimakte: Nachtwache (Ehapa, 1984) Spezialauftrag Nachtwache (Splitter, 2022)                                        | 44     | Toter im Sarg                |
| Rookbom, 1980                       | Neutralbombe (Ehapa – Lila Gorilla Comics 3, 1987) Die Neutralbombe (Splitter, 2023)                                   | 10     | Feuerwehrmann                |
| De gesel van Rotterdam, 1981        | Geheimakte: Böse Zunge – In den Klauen von Wu Manchu (Ehapa, 1985) Die Geißel von Rotterdam (Splitter, 2023)           | 44     | SEK-Polizist Hausbesetzer    |
| De rest van de wereld min één, 1981 | Allein gegen den Rest der Welt (Ehapa – Lila Gorilla Comics 3, 1987) Allein gegen den Rest der Welt (Splitter, 2023)   | 20     | keine                        |
| De ogen van Wu Manchu, 1983         | Geheimakte: Schleifenratte – Die Augen von Wu Manchu (Ehapa, 1985) Die Augen von Wu Manchu (Splitter, 2024)            | 34     | Geliefert als Paket          |
| De schorsing, 1983                  | Olga Lawina im Dauerfeuer (Ehapa, 1985) Olga Lawina im Kreuzfeuer (Splitter, 2024)                                     | 10     | keine                        |
| De zwarte doos, 1986                | Die schwarze Kiste (Carlsen, 2002) 327 Videostar (Splitter, 2025)                                                      | 15     | Schwarzer Peter              |
| De vergeten bom, 2000               | Die vergessene Bombe (Carlsen, 2002) Die vergessene Bombe (Splitter, 2024)                                             | 45     | keine                        |
| Het pad van de schildpad, 2001      | Die Spur der Schildkröte (Carlsen, 2002) Die Spur der Schildkröte (Splitter, 2025)                                     | 30     | Stereotyper Schwuler         |
| Cacoine en commando's, 2001         | Kakoin und Kommandos (Carlsen, 2003) Kakoin und Kommandos (Splitter, 2025)                                             | 46     | Prostituierte                |
| De golem van Antwerpen, 2002        | Der Golem von Antwerpen (Splitter, 2020)                                                                               | 44     | Verliebter mit Blumenstrauß  |
| De wet van alles, 2002              | Das Gesetz des Universums (Splitter, 2019)                                                                             | 45     | In einer Kiste               |
| Hotel New York, 2002                | Hotel New York (Splitter, 2018)                                                                                        | 45     | Clown                        |
| Het oor Van Gogh, 2003              | Das Ohr von Van Gogh (Splitter, 2017)                                                                                  | 45     | Pantomime                    |
| De vlucht van vroeger, 2004         | Ein Brief aus der Vergangenheit (Splitter, 2017)                                                                       | 45     | Vertreter für Kissen         |
| De Daddy Vinci-code, 2015           | Der Daddy Vinci Code (Splitter, 2016)                                                                                  | 44     | Burkaträgerin                |

## Film
Für 2017 wurde der niederländische Kinostart eines Computeranimationsfilms mit dem Titel „Dossier Manhattan“ angekündigt.
Im Mai 2017 veröffentlichte die Blender Foundation einen Trailer für einen geplanten Computeranimationsfilm. Mit dem drei Minuten langen Trailer soll nach Investoren für einen Film in Spielfilmlänge gesucht werden.